# Francis Berthelot
Pour les articles homonymes, voir Berthelot.
Œuvres principales
- Khanaor
- Rivage des intouchables
- Le Rêve du démiurge

Francis Berthelot, né à Paris le 27 juillet 1946, a mené une carrière de chercheur dans deux domaines successifs : biologie moléculaire de 1968 à 1989 ; narratologie de 1989 à 2007.
C'est également un écrivain des littératures de l'imaginaire (science-fiction, fantastique, fantasy) et un compositeur de musique électroacoustique.

## Biographie
Son père, André Berthelot, est un physicien de renom :  « À Saclay, au Commissariat à l’énergie atomique (CEA), André Berthelot a créé en 1958 le Laboratoire de physique des hautes énergies (LPHE). » Sa mère, Paule Berthelot née Bouriette, est institutrice puis directrice d'École maternelle. Son frère aîné, Pierre Berthelot, deviendra professeur de mathématiques à l'Université de Rennes.
Lui-même, sorti en 1968 de l'École Polytechnique, entreprend une carrière de chercheur qui le conduit en 1970 au CNRS, où il va travailler dans deux domaines successifs bien distincts.

## Recherche

### Biologie moléculaire
En 1968, Francis Berthelot entre à l'Institut de biologie physico-chimique de Paris, dans le service de physiologie microbienne que dirige le professeur François Gros. Il suit celui-ci à l'Institut de biologie moléculaire de la Faculté des sciences de Paris puis à l'Institut Pasteur. Travaillant tour à tour sur les Aminoacyl-ARNt synthétases et les Facteurs d'initiation, il soutient sa thèse en 1975 en l'articulant autour de l'ARN de transfert qui interagit avec les deux au cours de la biosynthèse des protéines.
À partir de 1975, entré au Collège de France dans le service qu'y dirige François Gros, il étudie en collaboration avec Bernard Croizat la différenciation de la cellule nerveuse . Ils utilisent à cette fin une forme cancéreuse de cette cellule, le neuroblastome murin , dont ils examinent dans un premier temps l'ARN poly(A) polysomal , cette recherche devant se focaliser plus tard sur les protéines mitochondriales .

### Narratologie
Parallèlement à sa carrière de chercheur, Francis Berthelot a depuis 1980 écrit trois romans de science-fiction, dont la publication l'a introduit dans le milieu des littératures de l'imaginaire. En 1989, il obtient du CNRS l'autorisation de quitter le département des Sciences de la Vie pour celui des Sciences Humaines. Il intègre alors le CRAL, Centre de Recherche sur les Arts et le Langage (CNRS/EHESS), dirigé à cette époque par Louis Marin. En collaborant entre autres avec Hubert Damisch, Claude Brémond, Jean-Marie Schaeffer, Philippe Roussin, John Pier et Gérard Genette, il s'y spécialise en théorie littéraire.
Ses premiers travaux portent sur la métamorphose du personnage (de roman ou de nouvelle), dont il explore les variations depuis les Métamorphoses d'Ovide jusqu'à la science-fiction contemporaine au moyen d'une formule structurale aux paramètres variables :    [sujet] [agent] [processus] [produit] .
Pour approfondir ce travail, il est amené à se distancier de l'approche des formalistes russes qui, au lieu de considérer le personnage comme un être charnel, privilégient la fonction qu'il remplit dans le récit. En effet, selon Vladimir Propp, « Dans l'étude du conte, la question de savoir ce que font les personnages est seule importante ». Francis Berthelot, quant à lui, se concentre sur le rôle du corps dans l'histoire et de l'organique dans le discours, ainsi que la manière dont ce corps intervient dans les trois modes principaux de l'expression romanesque, le descriptif, le narratif et le dialogue. Ce dernier point l'amène à passer du corps du personnage à sa voix, dont il étudie le traitement littéraire sur deux plans : d'abord la linguistique et la pragmatique du dialogue (dilogue, trilogue et polylogue), ensuite la poétique romanesque et narrative (discours et dialogue, la parole écrite) .
Se basant alors sur son expérience d'écrivain et celle de ses confrères du Groupe Limite et de la Nouvelle Fiction, il entreprend une analyse du processus de création romanesque, dans lequel il distingue quatre phases – élaboration, construction, écriture, remaniement –, étant entendu que celles-ci peuvent se recouvrir, voire se produire dans un ordre différent. Ce qui le conduit à définir deux types d'auteurs : les auteurs structuraux, qui construisent le roman avant de l'écrire ; et les auteurs scripturaux qui l'écrivent sans construction préalable, celle-ci se dégageant au fil de l'écriture. Là aussi, un même écrivain peut adopter un démarche différente d'un roman à un autre, voire à l'intérieur d'un même roman .
À la suite des réflexions menées par le Groupe Limite  (1986-1988) puis la Nouvelle Fiction   (dont il fait partie de 1994 à 2002) , il se penche sur la zone frontière entre "littérature blanche" et "littératures de l’imaginaire", zone qu’il baptise successivement fictions transgressives  puis transfictions , et que son essai Bibliothèque de l'entre-monde caractérise par une double approche : transgression de l'ordre du monde (loi temporelle, lois scientifiques, mythes et surnature, création d'un monde) ; transgression des lois du récit (dépassement des contraintes de genre, tours et détours de la représentation, dérapage de la réalité, distorsions du récit, transgression par l'écriture).
Vers la fin des années 2000, il codirige avec John Pier un séminaire à l'EHESS sur les Narratologies contemporaines , et en compagnie de Philippe Clermont un colloque au Centre culturel international de Cerisy-la-Salle : Science-fiction et imaginaires contemporains .

## Littérature

### Science-fiction
Le premier roman de Francis Berthelot, un space opera intitulé La Lune noire d’Orion, est publié en 1980. Son auteur s'y affirmant comme un défenseur farouche de la cause homosexuelle, il provoque un certain choc dans le milieu SF où cette thématique est encore occultée, mais remporte le Graoully d'or au festival de science-fiction de Metz.
Quittant le futur spatial  pour le moyen-âge, Berthelot écrit ensuite une High fantasy, Khanaor, qui se déroule à l'époque mérovingienne. En France, dans les années 1980, la Fantasy est l'objet d'un solide mépris de la part du milieu SF, qui la tient pour une sous-littérature. Il faudra attendre les années 1990-2000 pour qu'elle acquière ses lettres de noblesse, avec une nouvelle génération d'auteur·es comme Mathieu Gaborit, Fabrice Colin, Charlotte Bousquet, Laurent Kloetzer et bien d'autres. Khanaor, publié en 1983, n'en fera pas moins l'objet de trois rééditions successives : Fleuve Noir (1985), Imaginaires sans Frontières (2002), Gallimard "Folio SF" (2010).
Le roman suivant, La Ville au fond de l’œil (1986), marque une triple rupture avec les deux précédents. D'abord, il ne s'agit plus d'un roman d'aventures rattaché à un genre préétabli, mais de l'exploration d'un monde intérieur – l'univers schizoïde. Ensuite, « Le narrateur, Alexis, s’exprime à la fois à la première et à la troisième personne, se dédoublant comme s’il était un autre personnage. »  Enfin, il abandonne les conventions du récit "au passé" pour adopter un perpétuel présent de narration qu'il conservera tout au long. de son œuvre. Cette évolution l'amène à rejoindre le groupe Limite et à participer à son recueil collectif Malgré le monde.
Son quatrième roman, Rivage des intouchables (1990), prend la forme d'un Planet opera pour évoquer l'histoire de la communauté gay de la répression aux Émeutes de StoneWall (1969), de la libération des années 70 aux ravages produits par le SIDA dans les années 1980-1995. Le tabou évoqué n'est pas d'ordre sexuel, mais concerne le contact physique entre deux races différentes, les Gurdes du désert et les Yrvènes de la mer : « Le contact entre les deux espèces est considéré comme une profanation, une dégradation, et un puissant interdit, la Loi d’Instinct, le rend honteux et tabou. Ceux qui l’enfreignent sont nommés Transvers ». Ce roman marque le point culminant de sa carrière en science-fiction (Grand Prix de l'Imaginaire 1991), mais également un tournant qui va le conduire via la "Littérature blanche" vers les transfictions.

### Transfictions
Dans les années 2000, à partir de deux romans situes dans la France des années 50, L'Ombre d'un soldat et Le Jongleur interrompu, une forme de merveilleux noir qui lui appartient en propre s’insinue peu à peu dans son œuvre, tandis que celle-ci s’organise en suivant sa propre logique sous la forme d’un cycle, Le Rêve du démiurge, qui comportera finalement neuf romans. Ce cycle, s’il commence dans un cadre à peu près réaliste, ne tarde pas à en rejeter les contraintes, en y introduisant des distorsions de plus en plus singulières. Ainsi, le surnaturel prend peu à peu le pouvoir dans un monde a priori identique au nôtre.  Quand le dernier volume réalise une mise en abîme des huit précédents, en confrontant le double de l’auteur à ses propres personnages, l’ensemble apparaît comme une illustration parfaite de ce que celui-ci a appelé transfictions.
L’homosexualité reste présente dans son œuvre, mais sans plus en constituer le sujet : elle y figure simplement comme un mode relationnel parmi d’autres. En revanche, d’autres thèmes entrevus dans ses premiers romans vont revenir encore et encore à la manière de leitmotive, et se déployer sous diverses formes d’un ouvrage à l’autre :
- La tolérance et le respect des différences, quelles qu’elles soient ; et leur contraire, l’intégrisme et le despotisme, qu’ils sévissent à l’échelle d’un pays, d’une secte ou d’un lieu clos.
- L’importance de l’art, qu’il s’agisse de la musique, du chant, de la danse, du théâtre, de la peinture, de la littérature ou des disciplines du cirque. Son omniprésence est telle qu’il offre au quotidien un monde parallèle qui en met les contradictions en évidence, tout en se présentant à la fois comme fragile et comme salvateur.
- Les dérives du corps et de l’esprit, apparaissant tantôt sous la forme de diverses maladies (physiques ou mentales), tantôt sous la forme de pouvoirs prodigieux, mais qui apportent à leur possesseur autant de souffrance que de plaisir : maladie et pouvoir deviennent alors les deux faces d’une même médaille.
- Une spiritualité empreinte de bouddhisme, mais surtout axée sur la survivance des âmes, libres ou enfermées dans des corps étrangers, la frontière entre la mort et la vie obéissant à des règles mystérieuses, parfois détournées, à l’instar de celle qui sépare la réalité de la fiction.

### Autobiographies truquées
En 2011, après avoir terminé Abîme du rêve, neuvième et dernier roman du cycle Le Rêve du démiurge, Francis Berthelot s'éloigne pour un temps de la littérature. Il n'y revient qu'une dizaine d'années plus tard avec Auto-Uchronia ou Fugue en zut mineur, qui paraît chez Dystopia en 2023. Dans cet ouvrage qui se démarque nettement de ses écrits antérieurs, il revisite sa jeunesse du 27 juillet 1946 (sa date de naissance) au 8 avril 1965 (jour à partir duquel il offre à son adolescence un chemin différent). « Et le lecteur », écrit le critique René-Marc Dolhen sur noosfere.org, « n’a plus qu’à se demander si cette vie rêvée de Francis Berthelot est celle qu’il aurait vraiment voulu, si tout cela n’est qu’une expérience de pensée ou si elle cache un véritable regret, et si des morceaux de cette vie collent à une autre réalité de l’auteur. »  Propos que son collègue Nicolas Winter précise sur justaword.fr : « On comprend ainsi que la duperie envers les proches est double : Francis aime les lettres et pas tant les chiffres, fantasme des hommes quand on pense qu’il aime les femmes. L’apprentissage et le cheminement se fait seul ou presque, émaillé de rencontres qui vont petit à petit apprendre à notre héros de rien qu’il faut être un tout pour devenir adulte. »  Cet ouvrage remporte le Prix ActuSF de l'uchronie .

## Musique
À partir de 2011, durant sa période de silence littéraire, Francis Berthelot se tourne vers la composition musicale : plus précisément la musique de ballet, narrative et descriptive, qui partage ces deux aspects avec l'écriture romanesque. Il se situe ainsi dans la tradition classique allant de Tchaïkovski à Khachaturian et Prokofiev, ses compositeurs de prédilection .
L'usage d'un logiciel de composition complété par une banque de sons lui permet de concrétiser cette nouvelle orientation. En quelques années, il compose ainsi quatre ballets "pour orchestre virtuel", comme on réalise des films "en images de synthèse". Chacun d'eux dure environ une heure et quart (durée d'un CD). Et tous reprennent ou développent les thèmes abordés dans son œuvre littéraire : le voyage dans le temps et la réflexion sur l'art pour L'Inaccessible (2012) adapté d'une de ses nouvelles, le merveilleux et la résurrection pour Kaël et Orian (2013), la création musicale et le mythe du vampire dans Le Sang du hautbois (2014), le gothique et la magie noire dans Le Chevalier obscur (2015). Grâce à l'aide du label-tremplin GDW, ces quatre œuvres sont publiés en CD par Musea Records.
En 2016-2017, sous l'impulsion du chorégraphe Davy Brun, il compose deux ballets plus courts (environ vingt minutes), Azùn-Daar et Nathan et Selma, indépendants mais regroupés en un même album, De l'espoir à la nuit, également chez Musea.
L'année 2017 est avant tout marquée par la perte de son compagnon de vingt ans, Marc Bernard, qu'il découvre mort le 19 avril au matin. Mais ce traumatisme, difficilement surmonté, lui fournit la matière d'un nouveau ballet, Le Seuil (2018), dans lequel il développe l'usage du synthétiseur pour décrire l'espace obscur situé entre le monde des vivants et celui des morts.
Le Seuil marque ainsi un tournant radical dans son approche de la musique. Plus proche désormais de Philip Glass que de Tchaïkovski, il compose avec des sonorités ne relevant plus de l'orchestre classique, en utilisant diverses formes empruntées à la musique répétitive. De surcroît, avec son opus 8, Songes du Zodiaque (2021), il abandonne le ballet et la musique "narrative", pour des pièces plus brèves, rattachées à une symbolique d'où émergent autant de visions sonores. Grâce à un visualiseur de musique, il met cette œuvre en images pour en faire une suite de douze vidéos sur YouTube.

## Œuvres

### Romans, novella, uchronie
- La Lune noire d'Orion, 1980
- Khanaor, 1983 :
  1. Solstice de fer
  2. Équinoxe de cendre
- La Ville au fond de l'œil, 1986
- Rivage des intouchables, 1990
- Le Serpent à collerette, 2003
- Auto-Uchronia ou Fugue en zut mineur, 2023.

### Cycle romanesqueLe Rêve du démiurge
1. L'Ombre d'un soldat, 1994
2. Le Jongleur interrompu, 1996
3. Mélusath, 1999
4. Le Jeu du cormoran, 2001
5. Nuit de colère, 2003
6. Hadès Palace, 2005
7. Le Petit Cabaret des morts, 2008
8. Carnaval sans roi, 2011
9. Abîme du rêve, 2015

### Nouvelles

#### La Boîte à chimères,2000
- Perplexités d'un visiteur mort, 1987
- Le Point de vue de la cafetière, 1988
- L'Os érectile, 1985
- Vers le dieu Iceberg, 1994
- Le Parc zoonirique, 1988
- Le Condamné à cinq dimensions, 1996
- Les Camionneurs de Noël, 1998
- Les Rhinocéros bleus, 1997
- Le Triton, 1998
- L'Homme de la Mer Morte, 1994

#### Forêts secrètes, 2004
- Le Serpent à collerette, 2003
- Mérélune, 2001
- La Nouvelle Alice ou les Bonheurs de l'impertinence, 2004
- Peinture de nuit, 2002
- La Gantière et l'équarrisseur, 2002
- Rire de verre, 2004
- Peter Paon et la fée Crochette, 2004
- Le Cœur à trois temps, 2004
- Implosion, 2001

#### Nouvelles en revues
- Le Livre et le portail, 2005
- Mata Napari, 2005
- Le Cimetière des toucans, 2006
- La Symphonie inaccessible, 2006
- Le Questeur, 2007
- Au seuil de Loïkermaa, 2009
- Bistocchio ou l'imparfait, 2021

### Essais et guides littéraires
- La Métamorphose généralisée, 1993
- Le Corps du héros, 1997
- Parole et dialogue dans le roman, 2001
- Du rêve au roman, 2003
- Bibliothèque de l'entre-mondes, 2005

### Jeunesse
- La Maison brisée, 1999

### Musique  électroacoustique
- L'Inaccessible, ballet en cinq tableaux, op. 1, 2012
- Kaël et Orian, ballet en trois actes, op. 2, 2013
- Le Sang du hautbois, op. 3, 2014
- Le Chevalier obscur, op. 4, 2015/2020
- De l'espoir à la nuit : Azùn-Daar, op 5, 2017
- Nathan et Selma, op. 6, 2017
- Le Seuil, op. 7, 2020
- Songes du Zodiaque, op. 8, 2021

## Récompenses
- 1980 : Graoully d'or de Metz du meilleur roman français pour La Lune noire d'Orion
- 1987 : prix Rosny aîné du meilleur roman pour La Ville au fond de l’œil
- 1988 : grand prix de l'Imaginaire de la nouvelle francophone pour Le Parc zoonirique
- 1991 : grand prix de l'Imaginaire du meilleur roman francophone pour Rivage des intouchables
- 1995 : grand prix de l'Imaginaire du meilleur essai pour La métamorphose généralisée
- 2001 : grand prix de l'Imaginaire du meilleur roman pour la jeunesse pour La maison brisée
- 2004 : prix Masterton du meilleur roman français pour Nuit de colère
- 2004 : prix Masterton de la meilleure nouvelle française pour Le serpent à collerette
- 2005 : prix Masterton de la meilleure nouvelle pour Forêts secrètes
- 2024 : prix ActuSF de l'uchronie pour Auto-Uchronia ou Fugue en zut mineur
- 2024 : Prix Extraordinaire des Utopiales pour l'ensemble de sa carrière dans le domaine de la science-fiction.